# Erster Villmergerkrieg
Belagerung von Rapperswil – Villmergen I
Der Erste Villmergerkrieg war ein vom 5. Januar bis zum 7. März 1656 dauernder kriegerischer Konflikt in der Eidgenossenschaft. Auf der einen Seite standen die reformierten Orte Zürich und Bern, auf der anderen die katholischen Orte der Innerschweiz. Die Reformierten versuchten, das seit dem Zweiten Kappeler Landfrieden von 1531 bestehende Gleichgewicht der Kräfte zwischen Katholiken und Protestanten zu ihren Gunsten zu korrigieren. Kriegsauslöser war die Vertreibung und Hinrichtung von Neugläubigen in der Schwyzer Gemeinde Arth. Die Zürcher belagerten erfolglos die mit den Innerschweizern verbündete Stadt Rapperswil und banden so ihre Kräfte. Die Berner wurden in der Ersten Schlacht von Villmergen besiegt und vertrieben. Der dritte Landfrieden beendete den Krieg und stellte die vorher herrschenden Verhältnisse wieder her.

## Ursachen und Auslöser
Im Bauernkrieg von 1653, als die Obrigkeit der reformierten und katholischen Orte gemeinsam gegen aufständische Bauern vorging, waren die seit mehr als hundert Jahren bestehenden konfessionellen Differenzen lediglich vorübergehend in den Hintergrund gerückt. 1654 erhielt der Zürcher Bürgermeister Johann Heinrich Waser den Auftrag, einen Plan zur Bündniserneuerung auszuarbeiten. Das Bundesprojekt von 1655 stiess jedoch bei den Katholiken auf Ablehnung, da sie ihre gleichberechtigte Position bedroht sahen. Die Differenzen zwischen den Konfessionen traten wieder offen zu Tage.
Im September 1655 eskalierten die Streitigkeiten, als im Schwyzer Ort Arth lebende Reformierte nach Zürich flohen, nachdem die Behörden ihre Vermögen beschlagnahmt hatten. Vier dieser «Nikodemiten» wurden im Zuge des Arther Handels von den Schwyzern hingerichtet, drei weitere der Inquisition in Mailand übergeben. Zürich forderte an einer Sondertagsatzung im Dezember die Bestrafung der Verantwortlichen, Wiedergutmachung und die Auflösung des seit 1586 bestehenden Goldenen Bundes der Katholiken. Als diese Forderungen ignoriert wurden, erklärte Zürich am 6. Januar 1656 den Krieg.
Die katholischen Orte der Innerschweiz sicherten Schwyz ihre Unterstützung zu. Auf reformierter Seite leistete einzig Bern in vollem Umfang Hilfe, während Schaffhausen lediglich Truppen zu defensiven Zwecken zur Verfügung stellte. Neutral blieben Basel, Freiburg, Solothurn, Appenzell Ausserrhoden, Glarus, die Drei Bünde und St. Gallen.

## Kriegsverlauf
Bereits einen Tag vor der Kriegserklärung zogen Zürcher Kontingente nach Rheinau, um das Städtchen mitsamt dem Kloster Rheinau zu plündern. Am 7. Januar führte General Hans Rudolf Werdmüller die Zürcher Hauptmacht nach Rapperswil, wo sie mit der Belagerung der Stadt begann. Kleine Einheiten nahmen Frauenfeld, Kaiserstuhl, Klingnau und Zurzach ein, andere verschanzten sich bei Oberwil und Kappel am Albis. Die Schaffhauser bezogen zwischen Wädenswil und Hütten Stellung.
Bern mobilisierte erst am 8. Januar und war vorerst auf sich allein gestellt. Rund zwei Drittel der Soldaten wurden benötigt, um die Grenzen zu den katholischen Nachbarn zu sichern. Die übrigen Soldaten zogen unter dem Kommando von General Sigmund von Erlach in Richtung Aarau. Dort wollte man sich ursprünglich mit den Zürchern vereinigen, die aber ihre Kräfte in der ungünstig verlaufenden Belagerung von Rapperswil gebunden hatten. Auf katholischer Seite übernahm Luzern die oberste Kriegsleitung. Die nicht zum Grenzschutz aufgebotenen Truppen aus Luzern und Zug sammelten sich in Muri und vereinigten sich bei Boswil mit Kontingenten aus den Freien Ämtern.
Am 24. Januar 1656 kam es zur Ersten Schlacht von Villmergen. Die katholischen Truppen überraschten das am Vorabend in Villmergen eingetroffenen Berner Heer und konnten es trotz zählenmässiger und waffentechnischer Unterlegenheit vertreiben, wozu vor allem die mangelnde Koordination seitens der Berner beitrug. Nachdem die Zürcher am 3. Februar einen letzten Sturmangriff auf Rapperswil versucht hatten, brachen sie die Belagerung ergebnislos ab. In den folgenden Wochen kam es zu kleineren Scharmützeln und Übergriffen auf die Bevölkerung.

## Folgen
Frankreich und Savoyen vermittelten zwischen den Konfliktparteien. Diese schlossen am 7. März den Dritten Landfrieden. Sie sicherten sich die Einstellung der Kampfhandlungen zu und gewährten Amnestie für Verfehlungen während des Krieges. Ausserdem wurden die Truppen zurückgezogen, die Kriegsgefangenen freigelassen und die errichteten Befestigungen geschleift. Jeder Ort erhielt das Recht, bezüglich der Konfession den status quo aufrechtzuerhalten. Strittige Fragen wie Entschädigungszahlungen wurden einem Schiedsgericht übertragen, jedoch kam es aufgrund der Zerstrittenheit des Gremiums in vielen Fällen zu keinem Ergebnis. Der eigentliche Kriegsauslöser, die reformierten Flüchtlinge aus Arth, blieb unberücksichtigt.
Im Wesentlichen bestätigte der Friedensvertrag die seit dem Zweiten Kappeler Landfrieden von 1531 bestehenden Machtverhältnisse, also das Gleichgewicht sowohl der konfessionellen Kräfte innerhalb der Eidgenossenschaft als auch zwischen Stadt- und Landorten.